# Schefflera pentandra
Schefflera pentandra är en araliaväxtart som först beskrevs av Pav., och fick sitt nu gällande namn av Hermann August Theodor Harms. Schefflera pentandra ingår i släktet Schefflera och familjen araliaväxter. Inga underarter finns listade.